# Dieter Gröning
Dieter Gröning (ur. 26 lipca 1932 w Gdańsku) – australijski zapaśnik walczący w stylu wolnym. Olimpijczyk z Rzymu 1960, gdzie zajął trzynaste miejsce w kategorii do 52 kg.

## Letnie Igrzyska Olimpijskie 1960
| Konkurencja      | Rundy eliminacyjne      | Rundy eliminacyjne | Klas. końcowa |
| Konkurencja      | Przeciwnik I            | Przeciwnik II      | Miejsce       |
| ---------------- | ----------------------- | ------------------ | ------------- |
| 52 kg styl wolny | Ebrahim Sejfpur (IRI) P | Paul Neff (FRG) P  | 13.           |